# Lucija Larisi
Lucija Larisi (ur. 5 grudnia 1975 w Jesenicach) – słoweńska biathlonistka.

## Kariera
W Pucharze Świata zadebiutowała 11 stycznia 1996 roku w Anterselvie, gdzie zajęła 58. miejsce w biegu indywidualnym. Pierwsze punkty zdobyła 9 lutego 1998 roku w Nagano, zajmując 35. miejsce w tej samej konkurencji. Nigdy nie stanęła na podium, najwyższą lokatę wywalczyła 5 stycznia 2000 roku w Oberhofie, gdzie była dwunasta w sprincie. Najlepsze wyniki osiągnęła w sezonie 1999/2000, kiedy zajęła 39. miejsce w klasyfikacji generalnej. W 1997 roku wystąpiła na mistrzostwach świata w Osrblie, gdzie zajęła 52. miejsce w biegu indywidualnym, 46. w sprincie, 18. w biegu drużynowym i 19. w sztafecie. Była też między innymi czternasta w sprincie podczas mistrzostw świata w Oslo (2000) i mistrzostw świata w Pokljuce (2001). W 1998 roku wystartowała na igrzyskach olimpijskich w Nagano, zajmując między innymi 35. miejsce w biegu indywidualnym i dziewiąte w sztafecie. Brała też udział w igrzyskach w Salt Lake City w 2002 roku, gdzie uplasowała się na 25. pozycji w biegu indywidualnym, 26. w sprincie, 29. w biegu pościgowym oraz szóstej w sztafecie.

## Osiągnięcia

### Igrzyska olimpijskie
| Rok  | Miejscowość    | Konkurencje | Konkurencje | Konkurencje | Konkurencje | Konkurencje | Konkurencje | Konkurencje |
| Rok  | Miejscowość    | IN          | SP          | PU          | MS          | RL          | MR          | SR          |
| ---- | -------------- | ----------- | ----------- | ----------- | ----------- | ----------- | ----------- | ----------- |
| 1998 | Nagano         | 35.         | 59.         | nd.         | nd.         | 9.          | nd.         | –           |
| 2002 | Salt Lake City | 25.         | 26.         | 29.         | nd.         | 6.          | nd.         | –           |

### Mistrzostwa świata
| Rok  | Miejscowość      | Konkurencje | Konkurencje | Konkurencje | Konkurencje | Konkurencje | Konkurencje | Konkurencje |
| Rok  | Miejscowość      | IN          | SP          | PU          | MS          | RL          | MR          | SR          |
| ---- | ---------------- | ----------- | ----------- | ----------- | ----------- | ----------- | ----------- | ----------- |
| 1997 | Osrblie          | 52.         | 46.         | –           | nd.         | 19.         | nd.         | –           |
| 1999 | Oslo/Kontiolahti | 34.         | 41.         | –           | –           | 13.         | nd.         | –           |
| 2000 | Oslo             | 31.         | 14.         | 27.         | –           | –           | nd.         | –           |
| 2001 | Pokljuka         | 67.         | 14.         | 33.         | –           | –           | nd.         | –           |
| 2003 | Chanty-Mansyjsk  | 66.         | 47.         | DNF         | –           | –           | nd.         | –           |
| 2006 | Pokljuka         | –           | –           | –           | –           | –           | 5.          | –           |

### Puchar Świata

#### Miejsca w klasyfikacji generalnej
| Sezon     | Miejsce |
| --------- | ------- |
| 1995/1996 | -       |
| 1996/1997 | -       |
| 1997/1998 | 80.     |
| 1998/1999 | 42.     |
| 1999/2000 | 39.     |
| 2000/2001 | 56.     |
| 2001/2002 | 47.     |
| 2002/2003 | 62.     |
| 2003/2004 | -       |
| 2005/2006 | -       |